# マテウス・デ・コーロス
マテウス・デ・コーロス（Matheus de Couros、1569年 - 1632年7月14日）は、ポルトガルのイエズス会宣教師である。姓はコウロス、名はマテオ（Mateo）とも表記される。

## 経歴・人物
リスボンに生まれ、1583年に14歳でイエズス会士となる。7年後の1590年（天正18年）に伊東マンショらが在籍した天正遣欧少年使節に一度来日するが、マカオにて司祭に叙されるために離日する。1596年（慶長元年）に再来日し、1614年（慶長19年）に江戸幕府からキリシタン追放令が発令されるまでは日本各地での布教活動を行った。同年に同令により国外追放処分を受けるが、コーロスは絶望せず翌1615年（元和元年）に日本に密入国する。
その後は島原半島に滞在して、当時同地ではキリシタンにとって厳格な探索が行われていたことにより地下の穴の中に約8ヶ月間隠居し、後に転居するも約1年間2枚の壁の間にも隠居生活を送った。1617年（元和3年）にはイエズス会の日本管区長を務め、1621年（元和7年）に辞職するも1625年（寛永2年）に同郷のフランシスコ・パシェコが捕縛されたことにより再度同職にあたった。管区長に勤務中は日本各地のキリシタンの代表から布教や迫害の証言を集めた史料である『コーロス徴収文書』の編纂に携わる。肥前の大村にあったハンセン病の患者を集めた小屋で病死した。